# Osmia microgramma
Osmia microgramma är en biart som beskrevs av Dours 1873. Osmia microgramma ingår i släktet murarbin, och familjen buksamlarbin. Inga underarter finns listade i Catalogue of Life.